# Cinque Nazioni 1920
Il Cinque Nazioni 1920 (in inglese 1920 Five Nations Championship; in francese Tournoi des Cinq Nations 1920; in gallese Pencampwriaeth y Pum Gwlad 1920) fu la 6ª edizione del torneo annuale di rugby a 15 tra le squadre nazionali di Francia, Galles, Inghilterra, Irlanda e Scozia, nonché la 33ª in assoluto considerando anche le edizioni dell'Home Nations Championship.
L'incontro d'apertura al Parco dei Principi di Parigi tra Francia e Scozia fu il primo test match internazionale del primo dopoguerra, a quasi sei anni di distanza dal più recente, l'ultima giornata del Cinque Nazioni 1914.
L'attività era in realtà ripresa l'anno prima, anche se solo sotto forma di manifestazioni militari: un trofeo in palio tra le forze armate dell'ex impero britannico, la King's Cup vinta dai neozelandesi, e il torneo di rugby dei Giochi Interalleati, appannaggio della Francia in uniforme alla quale fu garantito di sfidare la vincitrice del torneo d'Oltremanica.
Il torneo fu condiviso tra Inghilterra, Scozia (entrambe al loro decimo titolo) e Galles (al nono).
Fu la quinta volta che la vittoria finale fu assegnata a più di un vincitore singolo.
Da segnalare il primo incontro vinto dalla Francia dal 1911: la vittima fu l'Irlanda nell'ultima giornata di torneo a Lansdowne Road, battuta 15-7 e relegata al whitewash.
Il valore delle marcature, come stabilito dall’IRFB nel 1905, era: 3 punti per ciascuna meta (5 se trasformata), 3 punti per la realizzazione di ciascun calcio piazzato o mark, 4 punti per la realizzazione di ciascun drop.

## Nazionali partecipanti e sedi
| Squadra     | Città           | Impianto interno                    |
| ----------- | --------------- | ----------------------------------- |
| Francia     | Colombes Parigi | Stade du Matin Parco dei Principi   |
| Galles      | Cardiff Swansea | Arms Park St. Helen's               |
| Inghilterra | Londra          | Twickenham                          |
| Irlanda     | Belfast Dublino | Balmoral Showgrounds Lansdowne Road |
| Scozia      | Edimburgo       | Inverleith Sports Ground            |

## Risultati
| Arbitro: | Frank Potter-irwin |

|  |    |       |
|  | mt | Crole |
|  | tr | Laing |

| Arbitro: | J.T. Tulloch |

|             |      |     |
| Powell Shea | mt   | Day |
| Shea        | tr   | Day |
| Shea        | c.p. |     |
| Shea (2)    | drop |     |

| Arbitro: | William Robertson |

|           |      |        |
| Davies    | mt   | Crabos |
| Greenwood | tr   |        |
| Greenwood | c.p. |        |

| Arbitro: | Sam Crawford |

|             |      |            |
| Sloan       | mt   | A. Jenkins |
|             | tr   | A. Jenkins |
| Kennedy (2) | c.p. |            |

| Arbitro: | William Robertson |

|               |      |                            |
| Dickson Lloyd | mt   | Lowe Mellish Dickson Lloyd |
| Lloyd         | tr   | Greenwood                  |
| Lloyd         | c.p. |                            |

| Arbitro: | W.S.D. Craven |

|           |    |                    |
| Jaureguy  | mt | Powell B. Williams |
| Struxiano | tr |                    |

| Arbitro: | Bim Baxter |

|                          |      |  |
| Angus Browning Crole (2) | mt   |  |
| Kennedy (2)              | tr   |  |
| Kennedy                  | c.p. |  |

| Arbitro: | Frank Potter-Irwin |

|                                             |      |           |
| A. Jenkins Parker Whitfield B. Williams (3) | mt   |           |
| A. Jenkins (2)                              | tr   |           |
| A. Jenkins                                  | drop | McFarland |

| Arbitro: | Tom Schofield |

|                     |      |                |
| Harris Kershaw Lowe | mt   |                |
| Greenwood (2)       | tr   |                |
|                     | drop | Bruce-Lockhart |

| Arbitro: | Jim Tennent |

|       |      |                                        |
| Price | mt   | Gayraud-Hirigoyen Got (2) Jaureguy (2) |
| Lloyd | drop |                                        |

## Classifica
| Pos | Squadra     | G | V | N | P | PF | PS | DP  | Pt |
| --- | ----------- | - | - | - | - | -- | -- | --- | -- |
| 1   | Galles      | 4 | 3 | 0 | 1 | 58 | 23 | +35 | 6  |
| 2   | Scozia      | 4 | 3 | 0 | 1 | 37 | 18 | +19 | 6  |
| 3   | Inghilterra | 4 | 3 | 0 | 1 | 40 | 37 | +3  | 6  |
| 4   | Francia     | 4 | 1 | 0 | 3 | 23 | 26 | −3  | 2  |
| 5   | Irlanda     | 4 | 0 | 0 | 4 | 22 | 76 | −54 | 0  |